# Hylaeus agilis
Hylaeus agilis là một loài Hymenoptera trong họ Colletidae. Loài này được Smith mô tả khoa học năm 1876.